# Орден Князя Даниила I
Орден Кня́зя Дании́ла I (черногорск. Орден Књаза Данила I) — первый княжеский и впоследствии королевский орден Черногории, являющийся на данный момент династической наградой Черногорского Королевского Дома. Орден был учрежден князем Данило I 23 апреля 1853 г. для награждения за подвиги в войне против Турции 1852—1853 гг.
Девиз ордена — «За независимость Черногории».

## Степени
При учреждении имел одну степень. Первая реорганизация ордена произошла 23 апреля 1861 г., когда были введены две старшие степени — Большого Креста и командора, а старый крест ордена стал 3-й степенью. В 1875 г. была добавлена 2-я степень гранд-офицера. Последняя реформа ордена произошла в 1895 г. — была добавлена 4-я рыцарская степень, а старый крест стал 5-й степенью и стал именоваться Крестом Даниила I:
- 1-я степень — кавалер Большого Креста;
- 2-я степень — великий офицер;
- 3-я степень — командор;
- 4-я степень — рыцарь;
- 5-я степень — крест Князя Даниила I.

## Знаки
На протяжении своей истории дизайн знаков незначительно изменялся в деталях. Размеры знаков также незначительно варьировались.
Знаки ордена производились на протяжении его существования несколькими фирмами, наиболее известны среди них венские Vinc. Mayer’s Söhne, G.R. Rothe и Gebr. Resch, а также парижская фирма Arthus Bertran.
Знаки 1-й степени
Инсигнии Большого креста ордена включают знак, нагрудную звезду и ленту-перевязь.
Знак Большого креста представляет собой позолоченный серебряный крест с расширяющимися и закругленным концами равной длины синей эмали с бело-красной обводкой. В центре расположен круглый медальон красной эмали, обрамленный мелкими позолоченными лучиками. В центре медальона буквы «ДI», увенчанные короной, по окружности — девиз ордена «ЗА НЕЗАВИСИМОСТЪ ЦРНЕ ГОРЕ». Крест увенчан позолоченной короной с развевающимися лентами. Реверс ордена аналогичен аверсу, но на медальоне в центре вместо королевского шифра дата — «1852-3». Диаметр знака — 51 мм.
Нагрудная звезда ордена представляет собой 16-конечную звезду с перемежающимися прямыми и фасетчатыми лучами, на которую наложен знак ордена без короны. Диаметр звезды — 82 мм.
Лента-перевязь — шелковая муаровая шириной 100 мм, белая с красными полосками у краев с розеткой у бедра.
Знаки 2-й степени
Инсигнии Великого офицера ордена включают знак на шейной ленте и нагрудную звезду.
Знаки аналогичны знаку Большого Креста, но носятся на шейной ленте шириной 60 мм. Нагрудная звезда 2-й степени аналогична звезде Большого Креста, но имеет диаметр 74 мм.
Знаки 3-й степени
Инсигнии Командора ордена включают знак на шейной ленте.
Знак аналогичен знаку Большого Креста, но носится на шейной ленте шириной 60 мм.
Знаки 4-й степени
Знак 4-й степени аналогичен знаку Большого Креста, но имеет диаметр 38 мм.
Знаки 5-й степени
Ранний крест 1853 г. изготавливался из посеребренной бронзы и представляет собой крест с расширяющимися и закругленными концами. Нижний конец длиннее остальных. Концы креста гильошированы и имеют двойной бортик. В центре креста — круглый медальон с надписью в четыре строки «ДАНІИЛЪ I. / КНĀЗЪ / ЦРНОГОРС- / КІИ». На реверсе медальона надпись в четыре строки — «ЗА НЕЗА- / ВИСИМОСТЪ / ЦРНЕ ГОРЕ / 1852-3.» Крест носился на груди на ленте. Размеры креста — 46х36 мм.
С 1861 г. крест младшей степени стал изготавливаться из серебра, концы креста стали покрываться черной эмалью с белой полоской у ободка, а медальон стал покрываться красной эмалью, изменилось и расположение надписей — по окружности и в одну строку по центру. Во время Балканской войны 1912-13 гг. на центральном медальоне креста 5-й степени стали помещаться буквы «ДI», увенчанные короной, а надпись «КНĀЗЪ ЦРНОГОРСКІИ» стала располагаться только по окружности. Размеры креста — 48х38 мм.
| Знаки Большого креста | Знаки командора и рыцаря | Крест Князя Даниила I |
| --------------------- | ------------------------ | --------------------- |
|                       |                          |                       |